# Guy Burgess
 Der er for få eller ingen kildehenvisninger i denne artikel, hvilket er et problem. Du kan hjælpe ved at angive troværdige kilder til de påstande, som fremføres i artiklen.

Guy Francis de Moncy Burgess (16. april 1911 i Devonport, Plymouth, Devon – 1. september 1963 i Moskva) var en britisk spion og dobbeltagent, som arbejdede for Sovjetunionen.
Han er den mindst kendte i den britiske spionkvartet Guy Burgess – Donald Maclean – Anthony Blunt – Kim Philby: the Cambridge Four. De tilhørte en gruppe venstresocialistiske studenter i Cambridge. For at skjule sine politiske holdninger, meldte han sig i 1934 ind i den pro-nazistiske forening Anglo-German Fellowship.
I 1944 blev han ansat ved Foreign Office og rekrutteredes af Sovjetunionen som spion. Burgess blev i 1947 sendt til Washington, D.C., USA, hvor han arbejdede som andensekretær ved Storbritanniens ambassade. Mens han gjorde tjeneste dér, udleverede han hemmeligstemplede dokumenter til KGB. Da han blev afsløret som dobbeltagent, flygtede han sammen med Donald Maclean til Moskva i 1951, hvor han opholdt sig frem til sin død.
Burgess, der blev betegnet som excentrisk og charmerende, var homoseksuel, hvilket han ikke forsøgte at skjule.